# ピタゴラ装置
ピタゴラ装置（ピタゴラそうち）は、NHK教育テレビジョン（Eテレ）の番組『ピタゴラスイッチ』のコーナー、およびそれに登場するからくり装置、ルーブ・ゴールドバーグ・マシンの一種で、愛称でもある。ピタゴラ的装置（ピタゴラてきそうち）と呼ばれることもある。

## 概要
装置の構成は主として身の回りにあるもの（定規、クリップ、紙、ペットボトル等）で作られており、そこをビー玉や小さな車が転がってゆく、という形のものが多い。最初にきっかけを与えた以降は連鎖的な運動のみで進行し、あるいは転がっていった先で次のものにぶつかって運動が引き継がれる、あるいはそれが留め金になっているものを外すことで次のものの運動が始まる、といったふうに運動が引き継がれる。その様子はドミノ倒しを思わせるものがある。最後は「ピタゴラスイッチ」という番組名を示す、あるいはそれを印象づける動きで終了する。作品には通し番号が振られている。
番組中ではオープニングとエンディングがピタゴラ装置の運動の映像となっており、番組中のコーナーの切り替わりでもアイキャッチとしてしばしば使われる。なお、No.41は2004年当時ピタゴラ装置の中で最も長く（短縮版あり）、「ピタゴラそうち41番の歌」という曲もついている。

## 具体例
一番よく目にする装置は、オープニングに使われていた「フライパン（装置No.10）」であろう。この装置では、一番高い位置に据えられたキッチンタイマーのダイヤルにつけられた小さな木槌がスタートを起こさせる。これに叩かれた小さなボールは傾斜したレールを下り、行き当たるとそこに据えられたジューサーの蓋のレバーを押し、それによって蓋に乗せられたボールの乗ったレールが傾いてボールが転がり、というように続いて途中運動する主体はおもちゃの車→ビー玉→歯車と引き継がれ、最後に空中に張られた紐にぶら下がった小さなロゴが滑り降り、それが行き着いた先においたフライパンの底に当たって小さな音を立てる。それをクローズアップすると看板には「ピタゴラスイッチ」の文字が見える。
このような一連の運動は大部分が物体が高いところから転がり落ちる運動（位置エネルギー）に基づく。しかしこれでは運動は下向きばかりなので、変化をつけるためか上に登る運動を与えるところもある。これはたとえば重い玉が下がるときに軽い玉を引っ張り上げるなどの方法がとられている。他にためておいたバネを利用したり、巻いておいた紐を重しが引き下ろすことで紐の巻かれた軸を回転させる、等の例もある。いずれにせよ、それらの運動の仕組みが目に見えることが大事で、電気などの動力を用いることは原則的には行わない。一部電力を使った装置も存在するが、スイッチの作動やそれによって起こる効果などは、（風力による車の走行など）装置の中の間接的な仕組みとして起動する。
また、「上から電池を転がし、ゴール地点にある電池ボックスに入った瞬間ランプが点灯してロゴを照らし出す」「メトロノームの力で、紐で棒にくくられたロゴが書かれた板を上げ下げする」などの、複雑な工程のない至極シンプルな仕組みの装置も存在する。

### 誤差
このような過程においてはそれぞれの仕組みは力学的運動の範疇であり、決定論的である。しかし、実際には誤差が生じるのが当たり前であり、必ず成功するとは限らない。たとえば通称「バンジー（装置No.47）」は最後にゴムひもに結ばれた磁石が飛び落ち、跳ね戻ったところで壁に付けた鉄板に張り付くとその裏側に「ピタゴラスイッチ」の文字が見える。この例の場合、磁石が落下すること、跳ね返って壁に張り付くことは十分に予測可能だが、落下中の姿勢までは予測が難しく、文字列がどのような角度で示されるかまでは制御が難しい。実際、流れる画像では文字が逆さまになっている。ロゴが正面を向いた映像も撮影できたのだが、ロゴが逆さまの方がかわいらしかったため、敢えてこちらを選んだという。また、通称「走る路（装置No.52）」は、2025年現在、全装置の中で唯一成功に終わっておらず、「ピタゴラスイッチ」の「チ」だけがうまく表示されずに終わる。この場合、通常のサウンドロゴは流れず、知久寿焼が「ピタゴラスイッ…チ?」と疑問形で歌って終了する。

### 非物理的であるもの
上記のような力学的運動ではないものも作成されている。たとえばイヌがトンネルに飛び込むと、出口の布が広がってそこに『ピタゴラスイッチ』の文字が浮かぶというように、動物を使った『装置』いわゆる『どうぶつ装置』もある。
2016年6月11日の放送では、サッカーの日本代表選手である香川真司が装置の終盤でサッカーボールをリフティングしながら運び、番組ロゴが描かれたパネルにシュートし裏返る事でフィニッシュを迎える『香川しんじ装置』と題された大がかりかつ史上最大の装置が披露された。同回では当番組の名物コーナーである『おとうさんスイッチ』の特別編『かがわスイッチ』も直前に放送されていた。

## 装置一覧
A:DVDブック1、B:DVDブック2、C:DVDブック3、D:ピタゴラ装置大解説スペシャル、E:ピタゴラ装置はこうして生まれる DVDブック、F:ピタゴラ装置ここのところをもういちどみてみましょう、G:いっぷうかわった装置だいしゅうごう、H:この装置　こんな名前がついてましたＳＰ、I:ピタゴラ工作スペシャル、J:なにやら、人間っぽい動きが気になる装置、K:トンカッチのそこのしくみがしりタイム L:じしゃくがかつやくしてる装置スペシャル
装置No.101以降は、「ピタゴラ装置はこうして生まれる DVDブック」とピタゴラ装置特集回より引用。
| No. | 装置名                            | 時間     | 制作年 | 収録本     | 備考                                                                                 |
| --- | --------------------------------- | -------- | ------ | ---------- | ------------------------------------------------------------------------------------ |
| 1   | 洗濯板                            | 12秒     | 2002   | B          |                                                                                      |
| 2   | 分銅                              | 13秒     | 2002   | A          |                                                                                      |
| 3   | レンゲA                           | 16秒     | 2002   | A          |                                                                                      |
| 4   | 磁石                              | 19秒     | 2002   | A, E, L    |                                                                                      |
| 5   | 万国旗                            | 15秒     | 2002   | B          |                                                                                      |
| 6   | 洗濯バサミ                        | 23秒     | 2002   | A          |                                                                                      |
| 7   | レンゲB                           | 20秒     | 2002   | A          |                                                                                      |
| 8   | 我が道を行く                      | 27秒     | 2002   | A          |                                                                                      |
| 9   | レコードプレーヤー                | 39秒     | 2002   | A, B, C, E | 主に15分版のエンディングに使用された。                                               |
| 10  | フライパン                        | 38秒     | 2002   | A, B, C    | 主に15分版のオープニングに使用された。                                               |
| 11  | 鉄琴階段                          | 43秒     | 2002   | A, E       |                                                                                      |
| 12  | るつぼ                            | 12秒     | 2002   | A          | 短縮版あり。                                                                         |
| 13  | 電池                              | 11秒     | 2002   | B, E       |                                                                                      |
| 14  | カプセル虫                        | 11秒     | 2002   | A, E       |                                                                                      |
| 15  | 孫亀                              | 11秒     | 2002   | A          |                                                                                      |
| 16  | 伝達                              | 21秒     | 2002   | A          |                                                                                      |
| 17  | 絵の具箱                          | 19秒     | 2002   | B          |                                                                                      |
| 18  | Vの谷                             | 24秒     | 2002   | B          |                                                                                      |
| 19  | ボビン                            | 26秒     | 2002   | B          |                                                                                      |
| 20  | 音階                              | 31秒     | 2002   | A, E       |                                                                                      |
| 21  | 回転ロゴ                          | 32秒     | 2002   | B, E       |                                                                                      |
| 22  | アコーディオン                    | 34秒     | 2002   | B          |                                                                                      |
| 23  | ロゴカー                          | 34秒     | 2002   | A          |                                                                                      |
| 24  | ドライヤー                        | 25秒     | 2002   | A, D       |                                                                                      |
| 25  | 虫メガネ                          | 34秒     | 2002   | A          | 短縮版あり。                                                                         |
| 26  | 的当て                            | 33秒     | 2002   | B          | 短縮版あり。                                                                         |
| 27  | 我が道を拓く                      | 32秒     | 2002   | B, D, E    |                                                                                      |
| 28  | 矢文                              | 18秒     | 2003   | A          |                                                                                      |
| 29  | ブラックホール                    | 32秒     | 2003   | B          | 短縮版あり。                                                                         |
| 30  | トランポリン                      | 30秒     | 2003   | A          | 短縮版あり。                                                                         |
| 31  | 5つのビー玉                       | 36秒     | 2003   | B          |                                                                                      |
| 32  | ハンマー                          | 35秒     | 2003   | A          |                                                                                      |
| 33  | いつか来た道                      | 27秒     | 2003   | A          |                                                                                      |
| 34  | 先まわり                          | 32秒     | 2003   | B, E       |                                                                                      |
| 35  | 風車                              | 15秒     | 2003   | A          |                                                                                      |
| 36  | 木琴坂道                          | 17秒     | 2003   | B          |                                                                                      |
| 37  | バスケット                        | 31秒     | 2003   | B          |                                                                                      |
| 38  | 矢印ロータリー                    | 31秒     | 2003   | B          |                                                                                      |
| 39  | だるま落とし                      | 14秒     | 2003   | A          |                                                                                      |
| 40  | 象嵌                              | 16秒     | 2003   | A          | 試作映像あり。                                                                       |
| 41  | ピタゴラ装置41番の歌              | 1分30秒  | 2003   | B, E       | 試作映像あり。 短縮版あり。「矢印カー」 特典映像には、歌なしver.あり。               |
| 42  | カウントダウン                    | 32秒     | 2004   | A          |                                                                                      |
| 43  | けん玉                            | 27秒     | 2004   | A          |                                                                                      |
| 44  | 桃太郎                            | 25秒     | 2004   | A          |                                                                                      |
| 45  | パンタグラフ                      | 39秒     | 2004   | B          |                                                                                      |
| 46  | クロール                          | 30秒     | 2004   | B          |                                                                                      |
| 47  | バンジー                          | 37秒     | 2004   | A, L       |                                                                                      |
| 48  | ハンコ                            | 44秒     | 2004   | B, E       |                                                                                      |
| 49  | ウルトラC(別名はげたか)           | 22秒     | 2004   | B, D       |                                                                                      |
| 50  | アナグラムマシーン                | 19秒     | 2005   | B          |                                                                                      |
| 51  | プロッター                        | 41秒     | 2005   | A          | 試作映像あり。                                                                       |
| 52  | 走る路                            | 45秒     | 2005   | A          |                                                                                      |
| 53  | さまよう紙コップ                  | 38秒     | 2005   | A, E       |                                                                                      |
| 54  | ローラーカー                      | 14秒     | 2005   | B          |                                                                                      |
| 55  | 三段トレイ                        | 46秒     | 2005   | B          |                                                                                      |
| 56  | 封印                              | 49秒     | 2005   | A          |                                                                                      |
| 57  | 丸い窓                            | 37秒     | 2005   | A          |                                                                                      |
| 58  | コンベア                          | 55秒     | 2005   | A          |                                                                                      |
| 59  | 3段跳び                           | 44秒     | 2005   | B, D       |                                                                                      |
| 59  | 3段跳び 3個バージョン             | 41秒     | 2005   | B, D       |                                                                                      |
| 60  | 小さな装置/階段ゴール             | 19秒     | 2006   | B          |                                                                                      |
| 61  | 小さな装置/箱庭                   | 19秒     | 2006   | A          |                                                                                      |
| 62  | 掃除機                            | 28秒     | 2006   | B, E       |                                                                                      |
| 63  | 放り出しカー                      | 28秒     | 2006   | B          |                                                                                      |
| 64  | 回転ます                          | 47秒     | 2006   | B, E       |                                                                                      |
| 65  | ヘッドスライディング              | 50秒     | 2006   | C          | スーパースロー装置                                                                   |
| 66  | 慣性の法則                        | 32秒     | 2006   | C          | スーパースロー装置                                                                   |
| 67  | ぐるぐる看板                      | 35秒     | 2006   | C          | 試作映像あり。                                                                       |
| 68  | ワイパー                          | 17秒     | 2006   | C          |                                                                                      |
| 69  | 放物線                            | 20秒     | 2006   | C          |                                                                                      |
| 70  | ギュッと引っ張る                  | 32秒     | 2006   | C          | 試作映像あり。                                                                       |
| 71  | 玉すだれ                          | 15秒     | 2007   | C          |                                                                                      |
| 72  | タゴラスイッチ                    | 42秒     | 2007   | C, D       | 試作映像あり。                                                                       |
| 73  | 二分木                            | 15秒     | 2007   | C          | 試作映像あり。                                                                       |
| 74  | 四択装置                          | 32〜35秒 | 2007   | C          |                                                                                      |
| 75  | 回転フラスコ                      | 50秒     | 2007   | C          |                                                                                      |
| 76  | 糸巻き                            | 16秒     | 2007   | C          |                                                                                      |
| 77  | カメラカー                        | 1分18秒  | 2007   | C          |                                                                                      |
| 78  | 回遊                              | 1分11秒  | 2007   | C, E       |                                                                                      |
| 79  | 磁石クレーン                      | 31秒     | 2007   | C, E, L    |                                                                                      |
| 80  | 次々くっつきカー                  | 20秒     | 2007   | C          |                                                                                      |
| 81  | 展開図エレベーター                | 38秒     | 2007   | C          |                                                                                      |
| 82  | フライ返し                        | 37秒     | 2007   | C          |                                                                                      |
| 83  | 装置トレーラー                    | 26秒     | 2007   | C          |                                                                                      |
| 84  | 相似形                            | 33秒     | 2007   | C          |                                                                                      |
| 85  | 懐中電灯                          | 19秒     | 2007   | C          |                                                                                      |
| 86  | 型抜きゲート                      | 41秒     | 2007   | C          |                                                                                      |
| 87  | 先回り捕獲                        | 15秒     | 2007   | C          |                                                                                      |
| 88  | リスボン                          | 25秒     | 2007   | C          |                                                                                      |
| 89  | 計算通り                          | 41秒     | 2007   | C, E       |                                                                                      |
| 90  | 3回目に通過                       | 58秒     | 2007   | C, E       |                                                                                      |
| 91  | 紙スルー                          | 48秒     | 2008   | C, E       |                                                                                      |
| 92  | トンカチで救出                    | 40秒     | 2008   | C          |                                                                                      |
| 93  | 飛び出す空気                      | 59秒     | 2008   | C          | スーパースロー装置                                                                   |
| 94  | フグ風船                          | 24秒     | 2008   | C          |                                                                                      |
| 95  | ハエ叩きカー                      | 19秒     | 2008   | C          |                                                                                      |
| 96  | 砂ロゴ                            | 27秒     | 2008   | C          |                                                                                      |
| 97  | 犬                                | 24秒     | 2008   | C, D, E    |                                                                                      |
| 98  | かくどうカム                      | 26秒     | 2008   | C, E       |                                                                                      |
| 99  | 計算されたつまづき                | 22秒     | 2009   | C, D       |                                                                                      |
| 100 | じりじりトンカチ                  | 32秒     | 2009   | C, E       |                                                                                      |
| 101 | 直角進行                          |          | 不明   | E          |                                                                                      |
| 107 | たまご2                           |          | 不明   | D          |                                                                                      |
| 108 | サメ                              |          | 不明   | E          |                                                                                      |
| 109 | ヨット                            |          | 不明   | E          |                                                                                      |
| 114 | アラトマト                        |          | 不明   | D, E, K    |                                                                                      |
| 116 | ウィリー                          |          | 不明   | F          |                                                                                      |
| 121 | からし                            |          | 不明   | D, E, H    |                                                                                      |
| 126 | 誕生の瞬間                        |          | 不明   | D, H       |                                                                                      |
| 129 | テーブルクロス引き                |          | 不明   | E          |                                                                                      |
| 132 | 足跡                              |          | 不明   | E, H, J    |                                                                                      |
| 138 | 水滴                              |          | 不明   | D          |                                                                                      |
| 139 | 影の装置                          |          | 不明   | D, E, G    |                                                                                      |
| 142 | ボールチェーン                    |          | 不明   | E          |                                                                                      |
| 144 | つまようじ                        |          | 不明   | D, K       |                                                                                      |
| 145 | 形状記憶合金                      |          | 不明   | E          | この装置は過去に一度しか放送されておらず、 今はDVDの特典映像として見ることが出来る。 |
| 147 | コップ3                           |          | 不明   | K          |                                                                                      |
| 151 | デジタイズ                        |          | 不明   | E          |                                                                                      |
| 152 | ッチスイゴラピタ                  |          | 不明   | E          |                                                                                      |
| 153 | 不明(がんばれ！装置153番のマーチ) |          | 不明   |            | 歌：デーモン閣下 54回目で成功した装置。                                              |
| 154 | 体操選手                          |          | 不明   | D, H       |                                                                                      |
| 155 | 一輪車                            |          | 不明   | E          |                                                                                      |
| 164 | 長靴キック                        |          | 不明   | E, J       |                                                                                      |
| 165 | 紙ビリビリ                        |          | 不明   | D          |                                                                                      |
| 166 | こうすると面白い                  |          | 不明   | D, E       |                                                                                      |
| 167 | 見えない装置                      |          | 不明   | D, E, G    | NIMSとの協力。                                                                       |
| 168 | ゆらゆら電池                      |          | 不明   | F, L       |                                                                                      |
| 174 | ひやひやドミノ                    |          | 不明   | I          | ブタの貯金箱という名前も付いている。                                                 |
| 175 | 戻り車                            |          | 不明   | K          |                                                                                      |
| 183 | マッチザザー                      |          | 不明   | H          |                                                                                      |
| 188 | ボールペン大活躍                  |          | 不明   | I          |                                                                                      |
| 199 | 2つのカーブで5回まがる            |          | 不明   | F, H       |                                                                                      |
| 211 | 輪くぐり                          |          | 不明   | F, H       |                                                                                      |
| 212 | レモン                            |          | 不明   | H          |                                                                                      |
| 223 | でこぴんキューブ                  |          | 不明   | J          |                                                                                      |

## ピタゴラじゃんけん装置
2021年4月以降、放送時間が10分に短縮され、番組の最後に『ピタゴラじゃんけん装置』といったコーナーが登場するようになった。ピタゴラ装置の手前にそれぞれグー・チョキ・パーのサインが付いたゴールが並べられており、装置ギミックとなるボールの軌道から視聴者がじゃんけんで出すべき手を予想する。1回目はナレーターがゴールまでの軌道を予想するが、より複雑さを増した2回目は「よそうタイム」が画面に表示され、ナレーターは装置がどのように作動するかを予想した後、途中で時間切れとなるため、視聴者自身でゴールまでの軌道を予想する必要がある。時々「ちょいむず」や「かなりむず」と称し難易度を上げ、装置の複雑化に加えてダミーのギミックも盛り込み予想をより困難にしたものが登場することもある。

## 意味づけ
これらの装置は、個々の部分では必然的で自動的な運動であり、それが組み合わせられることで次々に決まった反応を引き出し、その長い連鎖の結果として、最後に「ピタゴラスイッチ」といった言葉が表れる。いわばピタゴラスイッチという語を引き出すアルゴリズムの意味合いを持っており、これがこの番組そのものの象徴となっている。

## 発端
番組の監修は佐藤雅彦と内野真澄。佐藤が過去に制作した作品や、慶應義塾大学佐藤雅彦研究室（以下、佐藤研）の学生が作った作品などが採用されている。また、視聴者の独自のピタゴラ装置を募集したこともあった。番組の詳細はピタゴラスイッチを参照のこと。
『ピタゴラ装置DVDブック（1）』によると、新たな教育番組として「考え方を伝える番組」を作る、という企画が持ち込まれたとき、いくつかのコーナーが考案されたが、それらがバラバラに過ぎ、まとめるコンセプトが必要なこと、子供が見飽きない工夫が必要なことが問題となった。そういった中、ある日佐藤は（以下上掲書より引用）「意味もなく、ボールが勢いよくレールや板の上を転がって」「待ちかまえる難関をくぐり抜け」フィニッシュの瞬間に音楽とロゴが出る、という画像を着想、これがそれらの問題の解決になると判断した。試作1号の映像を見てその判断を確認、以降は新たな装置を作るために体制を組み替え、「装置合宿」をくんで撮影を行うようになったという。

## 関連商品
- ピタゴラ装置DVDブック1（2006年12月 ISBN 978-4-09-480311-2、小学館/ポニーキャニオン、DVD規格品番:PCBE-52408）
33点のピタゴラ装置の映像とその解説本。書店・DVDショップの双方で取り扱う。
- ピタゴラ装置DVDブック2（2007年4月 ISBN 978-4-09-480312-9、小学館/ポニーキャニオン、DVD規格品番:PCBE-52422）
「ピタゴラ装置史上最長（販売元Webサイトより）」として知られる「ピタゴラ装置41番のうた」ほか、全32作品+試作風景を所収。
- ピタゴラ装置DVDブック3（2011年11月 ISBN 978-4-09-480314-3、小学館/ポニーキャニオン、DVD規格品番:PCBE-53758）
「どうぶつ装置」ほか、全42作品+試作風景を所収。
- ピタゴラ装置はこうして生まれる DVDブック・Blu-rayブック (2016年12月 ISBN 978-4-09-480357-0、小学館)
2015年夏に放送された「ピタゴラ装置 大解説スペシャル! 前半戦・後半戦」と、ピタゴラ装置全36作品+特典映像を所収。
- ピタゴラじゃんけん装置 QRブック ピタの巻（2022年10月 ISBN 978-4-09-725189-7、小学館）
- ピタゴラじゃんけん装置 QRブック ゴラの巻（2022年10月 ISBN 978-4-09-725190-3、小学館）
ピタゴラじゃんけん装置の映像を各17作品ずつ所収。QRコードを読み取り、合言葉を入力することで映像を見られる。
- ピタゴラ装置用ゴール「ピタゴラゴール1号」
番組内のコーナー「ピタゴラ装置アカデミア」で登場するゴールを商品化したもの。デザイン等は一部異なる。